# 超可靠低延遲通信
超可靠低延遲通信（Ultra-Reliable and Low Latency Communications，縮寫URLLC），是3GPP定义的一种5G特性标准。
该特性将被用于对时延和可靠性具有极高指标要求的工业、物联网应用场景。例如自动驾驶、智能电网、VR、工厂自动化等领域。
5G技术中的 URLLC 特性还未实现商用。预计2020年完成的3GPP R16可以支持URLLC特性规模商用。
在目前普遍的NSA 5G组网下，信令面承载在LTE上，其时延与LTE一致，不能应用5G NR的 URLLC 技术。

## 定义
3GPP 在 TR38.913 中定义了 URLLC 在 RAN 范围的指标要求。基本的单链接 URLLC 应满足：
- 控制面时延 10ms
- 用户面时延 0.5ms
- 移动性中断时间 0ms
- 可靠性 99.999%

## 技术实现
实现超高可靠性的解决方案：
- 单发射：使用较低的码率，保证较低误码。
- 重复发射：在时域或频域重复进行较低可靠性的数据传输，通过重传达到高可靠性。
- 按要求重传（HARQ-based）：只在需要时进行重传，可使用较高的码率，有较高效率。

实现低时延的解决方案：
- 灵活的NR时隙（Slot）长度：4G的调度单元是子帧，时长固定为1ms；NR的基本调度单元是Slot，Slot长度越短，意味着调度单元越短，时延越小。
- Mini-Slot（Non-Slot）：突发URLLC业务需求时，MIni-Slot迅速被插入eMBB的时隙中，提升系统反应速度。
- 快速上行接入：传统的上行传输总是要先请求调度资源，得到基站许可，然后传输。在R15引入Grant-free Acces，即无需基站许可的数传方式，从而缩短了上行的信令时延。